# Junkers Ju 287
Junkers Ju 287 là một mẫu máy bay ném bom thử nghiệm của Đức quốc xã, nó được chế tạo để phát triển công nghệ cần thiết cho loại máy bay ném bom nhiều động cơ phản lực. Nó được trang bị 4 động cơ Junkers Jumo 004, thiết kế kiểu cánh xuôi trước mang tính cách mạng và được chế tạo phần lớn từ những linh kiện của các máy bay khác.
Một mẫu thử bay và một mẫu thử khác chưa hoàn thành bị Hồng quân tịch thu được vào cuối Chiến tranh Thế giới II, thiết kế của nó tiếp tục được phát triển ở Liên Xô sau chiến tranh.

## Quá trình phát triển

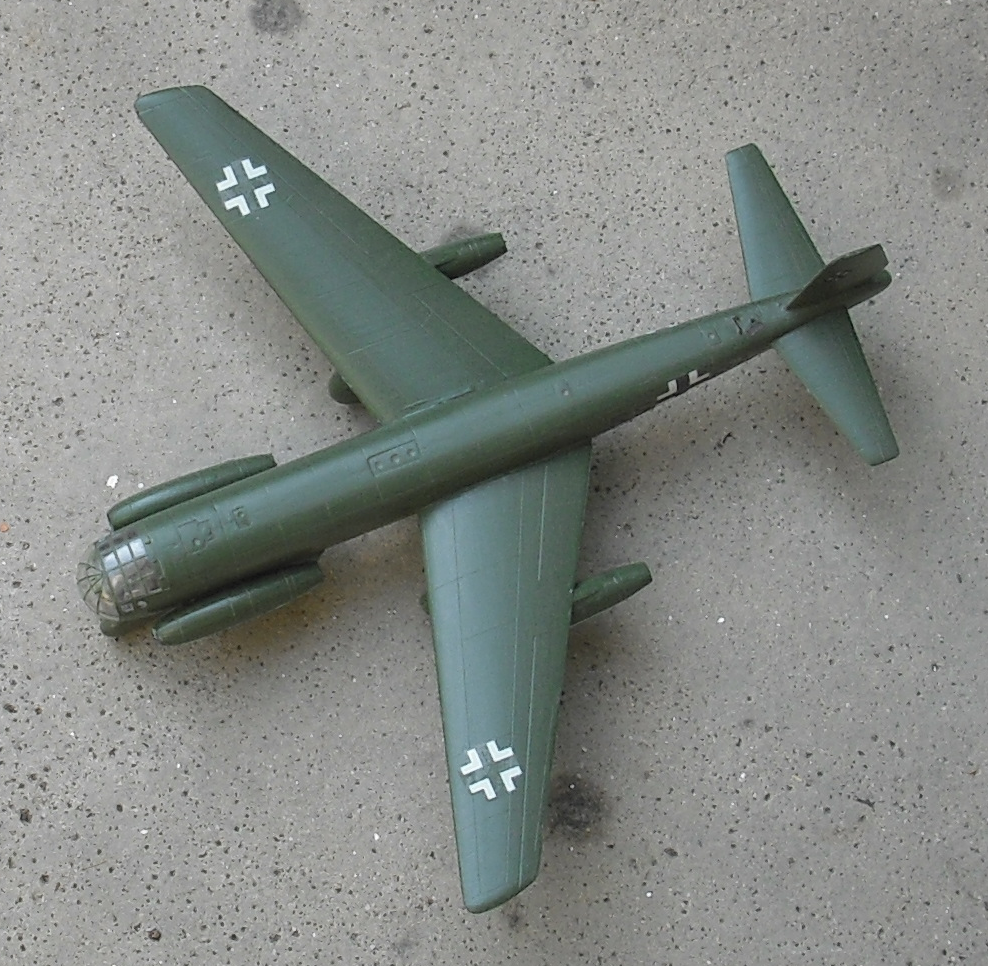
Mô hình Ju 287 nhìn từ trên xuống

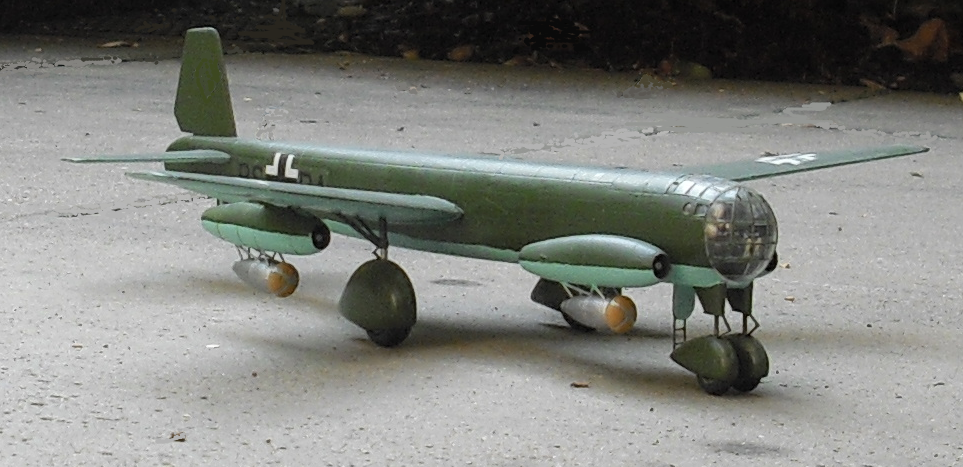
Mô hình Ju 287 nhìn từ một bên

Ju 287 khi được cung cấp cho Luftwaffe sẽ là một máy bay ném bom có thể tránh được việc chặn đánh bởi các máy bay tiêm kích của quân Đồng mình. Cánh xuôi trước do kỹ sư thiết kế đứng đầu đề án là tiến sĩ Hans Wocke đề xướng, thiết kế này tăng thêm lực nâng phụ ở vận tốc thấp – điều này là cần thiết do tính năng kém của những động cơ tuabin đời đầu vào thời điểm nhạy cảm như cất và hạ cánh.
Mẫu thử đầu tiên được lên kế hoạch thử nghiệm đánh giá ý tưởng của thiết kế, nó được chế tạo từ khung thân của một chiếc Heinkel He 177, đuôi của một chiếc Ju 388, bộ phận hạ cánh của một chiếc Ju 352, bánh mũi lấy từ những chiếc B-24 Liberator gặp nạn. 2 động cơ Jumo 004 được treo dưới cánh, 2 chiếc còn lại được gắn ở phía đầu máy bay.
Các chuyến bay thử nghiệm bắt đầu vào ngày 8/8/1945, máy bay trình diễn các đặc tính xử lý tốt, cũng như cho thấy một số vấn đề với cánh xuôi trước trong một số điều kiện bay. Các thử nghiệm cũng cho thấy máy bay sẽ bay tốt hơn khi đặt tất cả động cơ ở dưới cánh, điều này được thực hiện ở mẫu thử thứ hai. Mẫu thử thứ hai được trang bị động cơ Heinkel HeS 011, nhưng vì các vấn đề phát triển nên động cơ BMW 003 được lựa chọn để thay thế.
Mẫu thử thứ hai và thứ ba có 6 động cơ, đầu tiên người ta đặc mỗi cụm 3 động cơ ở mỗi cánh, sau đó lại bố trí 2 động cơ dưới cánh còn 1 ở mỗi bên của thân máy bay giống như mẫu thử đầu tiên. Máy bay có khung thân được thiết kế theo mục đích và hoàn toàn mới. Mẫu thử thứ ba cũng được lắp vũ khí và được thử nghiệm để phát triển phiên bản sản xuất.
Trước khi mẫu thử thứ hai được hoàn thành, nhà máy của Junkers đã ngừng hoạt động. Hồng quân đã bắt giữ Wocke và đồng nghiệp cùng với 2 mẫu thử. Sau khi chiến tranh kết thúc, mẫu thử thứ 2 (trở thành một mẫu thử khác có tên định danh của Liên Xô là EF 131) đã cất cánh ngày 23/5/1947, nhưng vào thời điểm đó, sự phát triển của máy bay phản lực đã vượt qua Ju 287. Một mẫu máy bay phát triển từ Ju 287 là EF 140 cũng được thử nghiệm vào năm 1949 sau đó Liên Xô dừng nghiên cứu đề án này.

## Tính năng kỹ chiến thuật (Ju 287 V1)

### Đặc điểm riêng
- Tổ lái: 2, phi công chính và phi công phụ
- Chiều dài: 18,30 m (60 ft)
- Sải cánh: 20,11 m (65 ft 11 in)
- Chiều cao: 4,70 m (15 ft)
- Diện tích cánh: 61 m² (655 ft²)
- Trọng lượng rỗng: 12.500 kg (27.500 lb)
- Trọng lượng có tải: 20.000 kg (44.000 lb)
- Động cơ: 4 (mẫu thử số 1) hoặc 6 (mẫu thử số 2) động cơ tuabin Junkers Jumo 004B-1, lực đẩy 8.825 kN (1.984 lbf) mỗi chiếc

### Hiệu suất bay
- Vận tốc cực đại: 555 km/h (329 mph)
- Vận tốc hành trình:
- Tầm bay: 1,570 km (980 mi)
- Trần bay: 9,400 m (30,000 ft)
- Vận tốc lên cao: 580 m/phút (1,890 ft/ phút)
- Lực nâng của cánh:
- Lực đẩy/trọng lượng:

### Vũ khí
- 2 súng máy MG 131 cỡ nòng 13 mm (.51 in)
- Mang được 4.000 kg (8.818 lb) bom

### Máy bay có cùng sự phát triển
- OKB-1 EF 131